# 文及甫
文及甫（？—？），字文翰，北宋名相文彦博第六子。

## 生平
初以大理评事直史馆，与邢恕相善。元祐初，为吏部员外郎，以直龙图阁知同州。文彦博任平章军国重事，及甫由右司员外郎引嫌改卫尉、光禄少卿。文彦博再致仕，及甫知河阳，召为太仆卿，权工部侍郎，罢为集贤殿修撰、提举明道宫。

蔡渭、邢恕持及甫私书造梁焘、刘挚之谤，逮诣诏狱，及甫有憾于元祐，从而实之，亦坐夺职。未几，复之，卒。
娶宰相吴充幼女。